# Kürten
Kürten è un comune di 19 832 abitanti della Renania Settentrionale-Vestfalia, in Germania.
Appartiene al distretto governativo (Regierungsbezirk) di Colonia, nel circondario del Reno-Berg.

## Amministrazione

### Gemellaggi
- Rodengo Saiano